# Puncticorpus lusitanicum
Puncticorpus lusitanicum är en tvåvingeart som först beskrevs av Richards 1963.  Puncticorpus lusitanicum ingår i släktet Puncticorpus och familjen hoppflugor. Inga underarter finns listade i Catalogue of Life.